# Kwongan

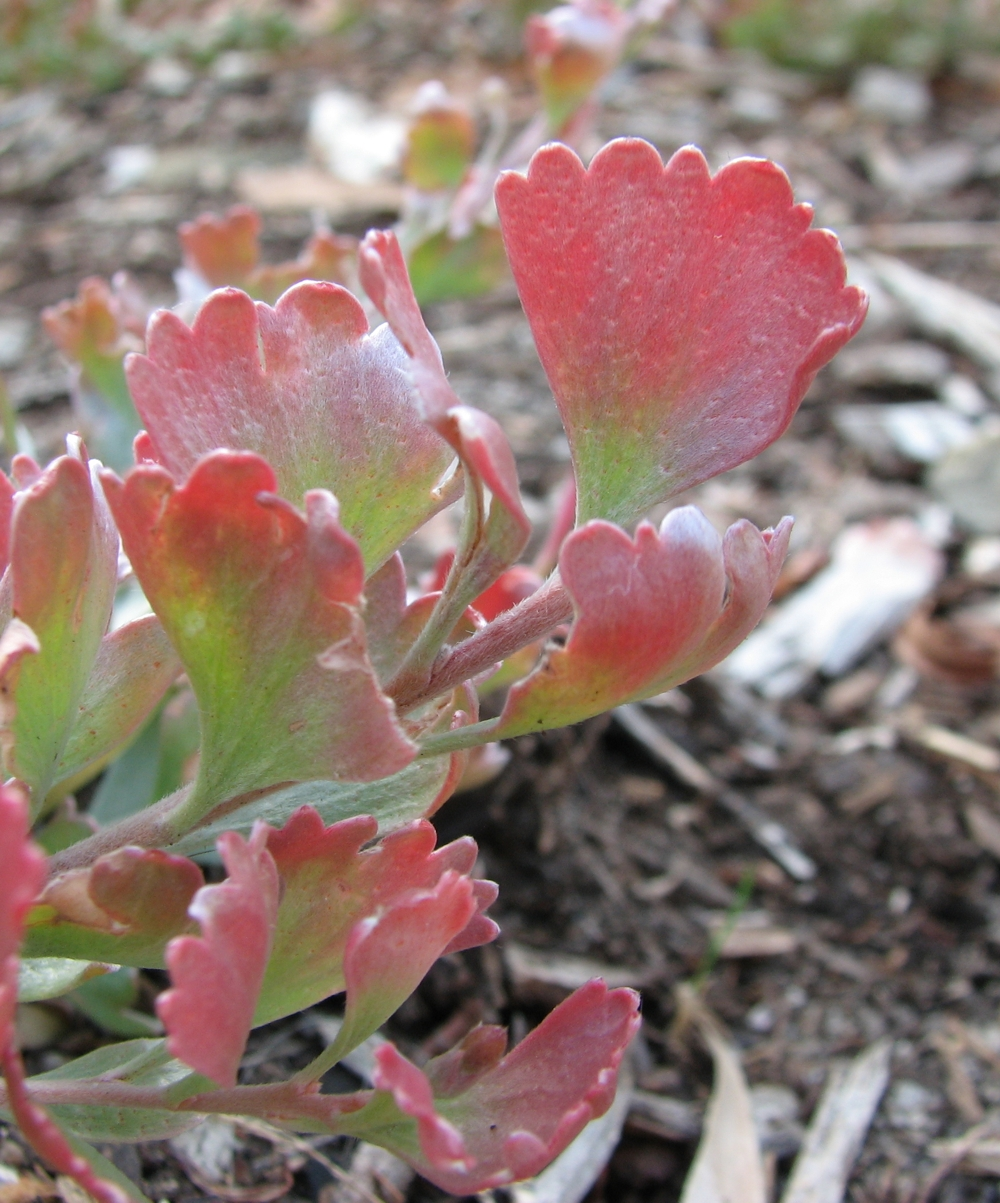
Adenanthos cuneatus, una planta característica del kwongan

Kwongan és una ecoregió que es troba al sud-oest d'Austràlia Occidental. El seu nom prové de l'idioma dels aborígens Noongar i va ser definit per Beard (1976) com un indret sorrenc i obert sense grans arbres i amb vegetació arbustiva. Hi ha dos tipus principals de vegetació al Kwongan: arbusts de bruguerar i grups de plantes genistoides.
Aquest terme ha esdevingut corrent a Austràlia i és més o menys equivalent al de fynbos a Sud-àfrica, chaparral a Califòrnia, maquis a França i el de matorral a Xile i en totes aquestes regions hi ha un clima mediterrani.
La població de Wongan Hills deriva el seu nom del kwongan.
El primer llibre dedicat al kwongan (Pate i Beard 1984) intentà separar l'aplicació d'aquest terme dels indrets sorrencs que havien aplicat tradicionalment els Noongars. Beard i Pate (1984) preferien aplicar-lo estrictament a la vegetació.
L'ecoregió Kwongan és extensa i ocupa una quarta part de la Regió florística australiana del sud-oest i conté un 70% de les 8.000 espècies de plantes natives d'aquest regió florística (Beard i Pate 1984; Hopper i Gioia 2004). La meitat de les seves espècies són endèmiques.

## Conservació
Científics de la University of Western Australia han proposat que aquesta regió sigui declarada Patrimoni de la Humanitat.